# الحرب المقدسة
الحرب المقدسة (بالروسية: Свяще́нная война́) وتلفظ سڤيشنايا ڤاينا، واحدة من أشهر الأغاني السوفيتية التي تحيي ذكرى الحرب العالمية الثانية المعروفة في دول الاتحاد السوفيتي السابق باسم الحرب الوطنية العظمى. أنتج موسيقى الأغنية ألكسندر ألكسندروف، مؤسس فرقة ألكسندروف للموسيقى العسكرية، والذي لحن أيضًا نشيد الدولة للاتحاد السوفيتي. كانت كلمات الأغنية من تأليف فاسيلي لبديف كوماتش.
نُشرت كلمات الأغنية في 24 يونيو 1941، وألف ألكسندروف موسيقاها على عجل، وكتب النوتات على سبورة لينسخها المغنون باليد. في 26 يونيو كان أول أداء للأغنية في محطة قطار بيلاروسكي، حيث أنشدت الأغنية خمس مرات.
توجد عدة تبنيات للأغنية قُدمت بلغات أخرى، منها الألمانية بعنوان Der Heilige Krieg، وكتبها شتيفان هيرملن، والكورية والمجرية.
في التسعينيات نشرت عدة وسائل إعلام روسية ادعاءات تفيد بأن كلمات الأغنية انتحلها لبديف-كوماتش، وأنها في الحقيقة تعود لألكسندر بوده الذي ألفها خلال الحرب العالمية الأولى. وصل الأمر إلى المحاكم، واضطرت صحيفة نيزافيسمايا جازيتا إلى إصدار بيان تتراجع فيه عن ادعاءات متعلقة بهذا الشأن.
تُعزف موسيقى الأغنية أثناء مسير الحرس في استعراضات يوم النصر. وعادة ما يقف المستمعون الحضور لدى أداء هذه الأغنية تكريمًا لذكرى الحرب وضحاياها.